# Blutaparon
Blutaparon é um género botânico pertencente à família Amaranthaceae.

## Espécies
- Blutaparon breviflorum
- Blutaparon brevifolium
- Blutaparon portulacoides
  - Blutaparon portulacoides var. commersonii
  - Blutaparon portulacoides var. portulacoides
- Blutaparon repens
- Blutaparon rigidum
- Blutaparon vermiculare
  - Blutaparon vermiculare var. aggregatum
  - Blutaparon vermiculare var. longispicatum
  - Blutaparon vermiculare var. vermiculare
- Blutaparon wrightii